# پاکونو لیک پریزرو (پنسیلوانیا)
پاکونو لیک پریزرو (به انگلیسی: Pocono Lake Preserve) یک منطقهٔ مسکونی در ایالات متحده آمریکا است که در پنسیلوانیا واقع شده‌است. پاکونو لیک پریزرو ۵۰۹٫۹۴ متر بالاتر از سطح دریا واقع شده‌است.